# Gonzalo Pérez de Angulo
 Gonzalo Pérez de Angulo  (n. País Vasco, Corona de España, ca. 1519 – f. Imperio español, finales del siglo XVI) fue un magistrado, letrado y jurista español que ejerció como gobernador y capitán general de Cuba desde 1549 hasta 1555. Angulo es considerado como el último gobernador no militar de Cuba.

## Biografía
Gonzalo Pérez de Angulo había nacido hacia 1519 y era originario de algún lugar del actual País Vasco que formaba parte de la entonces Corona de España. Obtuvo la licenciatura de  letrado y magistrado. Así, ejerció como magistrado en la Real Audiencia de Santo Domingo con el fin de realizar el juicio de residencia del gobernador de La Habana. Así, fue nombrado gobernador y capitán general de Cuba en 1549.  
En 1553, obedeciendo las órdenes de la Corona, liberó a los indígenas (los cuales eran ya solo de entre 4.000 y 5.000 personas) de las encomiendas y de la esclavitud a la que estaban sometidos basándose en las Leyes Nuevas o de Valladolid (1542).
Abandonó Santiago de Cuba como residencia y se estableció en La Habana, convirtiéndose en el primer gobernador residente oficialmente y de forma fija allí, a través de la aprobación de la Real Cédula del 14 de febrero de 1553 (propuesta por él), a causa de la enorme importancia desarrollada por ese puerto y a las muchas naves que navegaban y fondeaban en él de manera permanente. 
En 1555 La Habana sufrió un ataque y un saqueo por parte del pirata francés Jacques de Sores. Sin embargo, el ejército preparado por Pérez de Angulo para defender el puerto era pequeño y se refugió en Guanabacoa. Esto provocó que el gobernador fuera blanco de numerosas acusaciones. Si bien, sí desarrolló una política militar dirigida a fortalecer las defensas de La Habana, promoviendo el levantamiento de  nuevas torres en el Morro.
Sin embargo, su derrota frente al ataque del pirata Jacques de Sores, fue aprovechado por la oligarquía habanera para “acusarle ante la corona de ineptitud y negligencia”, resentida por la liberación de los indígenas (lo que afectaba negativamente a sus intereses), provocando que fuera expulsado de La Habana y fuera destituido al año siguiente. Fue destituido del cargo el 8 de marzo de 1556, siendo reemplazado por Diego de Mazariegos Guadalfara.

## Matrimonio y descendencia
Gonzalo Pérez de Angulo se unió en matrimonio con Violante Arias Velásquez de Ávila, teniendo un hijo con ella.